# Estadio Max Augustín
Das Estadio Max Augustín ist ein Fußballstadion mit Leichtathletikanlage in der peruanischen Stadt Iquitos, Region Loreto. Es ist die Heimspielstätte des Fußballvereins Colegio Nacional Iquitos und diverse andere Vereine der Copa Perú aus Iquitos und der Region. Das Stadion bietet 24.576 Menschen Platz. Es wurde 1942 erbaut und 2005 renoviert. Die Sportstätte hat ein Spielfeld aus Kunstrasen und war einer der Austragungsorte der U-17-Fußball-Weltmeisterschaft 2005.